# Maria Hawes
Maria Hawes, auch Maria Billington-Hawes und später Maria Merest, (* April 1816 in London; † 24. April 1886 in Ryde (Isle of Wight)) war eine englische Konzert- und Oratoriensängerin der Stimmlage Alt.

## Leben und Werk
Maria Hawes war die Tochter des Komponisten William Hawes (1785–1846), der zahlreiche Opern wie beispielsweise den Freischütz von Carl Maria von Weber für englische Bühnen arrangierte. Er bildete auch seine Tochter im Fach Gesang aus. Maria Hawes erzielte besonders 1846 beim Birmingham Music Festival einen herausragenden Erfolg. Sie wurde in England eine geschätzte Konzert- und Oratoriensolistin.
Maria Hawes stand mit Felix Mendelssohn Bartholdy in Kontakt und komponierte selbst Balladen und Lieder. Sie war mit J.D. Merest verheiratet.